# Polykaprolakton
Polykaprolakton je biologicky rozložitelný plast ze skupiny polyesterů nejčastěji používaný na výrobu polyuretanů. Polyuretanům dodává odolnost vůči vysokým teplotám, fotooxidaci, organickým rozpouštědlům (paliva a oleje, nevšak organické soli a kyseliny) a chloru.
Tento polymer se rovněž často přidává do pryskyřic za účelem úpravy jejich vlastností jako je například průrazuvzdornost. Ke snížení ceny a zlepšení biologické rozložitelnosti jej lze smísit se škrobem; rovněž se dá použít jako plastifikátor polyvinylchloridu (PVC).

## Výroba
Polykaprolakton se vyrábí polymerizací ε-kaprolaktonu, katalyzátorem může být mimo jiné 2-ethylhexanoát cínatý, je však známo mnoho dalších vhodných katalyzátorů.

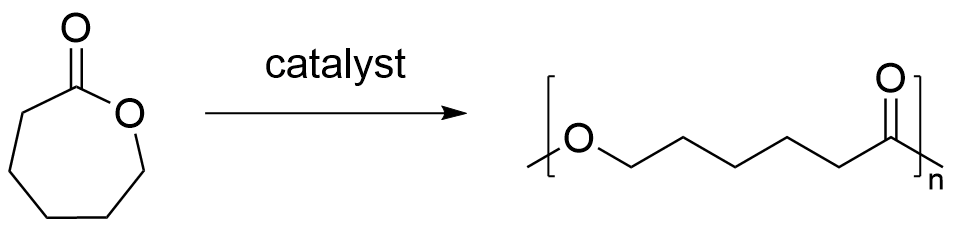

## Použití
Polykaprolakton se může rozkládat prostřednictvím hydrolýzy esterových vazeb; tento rozklad může probíhat i za fyziologických teplot (například v lidském těle) a je tak možné jej použít jako biomateriál, mimo jiné na přípravu dlouhodobě voperovatelných implantátů; jeho rozklad je ale o něco pomalejší než u polylaktidu.
Polykaprolakton nachází využití i u zařízení pro řízené uvolňování léčiv. Pro využití ve tkáňovém inženýrství ovšem není vhodný kvůli pomalému odbourávání, špatným mechanickým vlastnostem a nízké buněčné přilnavosti. Jeho smísením s keramickými hmotami založenými na fosforečnanu vápenatém a s bioaktivními skly byla vytvořena skupina smíšených biomateriálů, které jsou díky výrazně lepším mechanickým vlastnostem, ovladatelné rychlosti odbourávání a vyšší bioaktivitě vhodné pro kostní tkáňové inženýrství.
Tato látka se používá v kosmetice jako kolagenový stimulátor. Skrze stimulaci tvorby kolagenu mohou výrobky s obsahem polykaprolaktonu eliminovat znaky stárnutí kůže jako je ztráta objemu, a to s okamžitým a dlouhotrvajícím účinkem. Kaprolakton byl zkoumán jako možná kostra pro opravy tkání metodami tkáňového inženýrství. Používá se jako hydrofobní součást amfifilních syntetických kopolymerů používaných k vytváření vezikulových membrán polymerzomů.
Polykaprolakton byl využit ke kapslování řady léčiv za účelem jejich kontrolovaného uvolňování a cíleného dopravení.

## Biologický rozklad
Polykaprolakton může být rozložen bakteriemi z kmenů Firmicutes a Proteobacteria. Kmen štětičkovce 26-1 může rozkládat vysokohustotní polykaprolakton, ovšem ne tak rychle jako kmen kropidláku ST-01. Druhy z rodu Clostridium jej rozkládají za anaerobních podmínek.